# Chromis flavomaculata
Chromis flavomaculata és una espècie de peix de la família dels pomacèntrids i de l'ordre dels perciformes.

## Morfologia
Els mascles poden assolir els 16 cm de longitud total.

## Distribució geogràfica
N'hi ha dues poblacions aïllades: 1) sud del Japó, les Illes Ryukyu i Taiwan; 2) Mar del Corall, Nova Caledònia i la costa est d'Austràlia entre Sydney i el sud de la Gran Barrera de Corall. També a Tonga.